# Batúides
Els batúides són els descendents de Batu Khan, fill de Jotxi i net de Genguis Kan, que fou la nissaga que va governar el kanat de l'Horda d'Or (traducció turca moderna Altin Ordu) del 1236 al 1502.
La nissaga disposa de poder sobre un gran territori després de la conquesta de Rússia per Batu Khan (1237-1240) excepte Nóvgorod. Fins vers el 1260 van dominar també Geòrgia i el Caucas, i la Bulgària del Danubi en va dependre fins vers el 1310. Batu va fundar la capital, Vella Sarai o Saray, després substituïda per una nova Sarai (l'antiga es va dir Sarai la Vella, i la moderna Sarai la Nova). La població mongola fou absorbida lentament per la població local turca, finesa i eslava. D'aquesta fusió va néixer la nova tribu anomenada els tàtars del Volga, de llengua turca. Orda, germà de Batu, va fundar al Kazakhstan un estat subordinat que es va dir l'Horda Blava o Horda Blanca.
A Batu, després d'un breu govern del fill Sartak, i un net, li va succeir el seu germà Berke (1257-1267) que fou el primer kan musulmà, i va influir en la conversió dels tàtars però no va poder convèncer els russos. Va signar un tractat amb els mamelucs egipcis dirigit contra els il-kànides (budistes o xamanistes) que havien atacat el califat el 1258. Això va portar molts conflictes al Caucas i la regió de la mar d'Aral amb els perses; el Caucas va passar finalment sota influència dels il-kànides. El tractat va permetre desenvolupar el comerç amb Egipte i molts esclaus turcs del territori van anar a parar a Egipte, però el comerç depenia de la bona voluntat de l'emperador romà d'Orient, que dominava el pas del Bòsfor i els Dardanels; també va tenir contactes amb els seljúcides de Rum; els prínceps russos van seguir sota vassallatge i dividits per contínues lluites internes; l'església ortodoxa va obtenir certs privilegis que li van permetre mantenir-se.
Berke va morir el 1267. Els seus successors foren xamanistes. L'estat va patir a causa de la guerra amb el kan Nogai Noyan (Nokhai Noyan), net de Moghol (germà de Berke) que després de triomfar a Polònia (1259 i 1286) i al Caucas (1261, 1263) va lluitar contra Mongke Temur (1267-1280) i els seus successors; la guerra va durar fins a la mort de Nokhai el 1299. El 1265 els genovesos van crear colònies a Crimea que van ser un centre de comerç per l'Horda d'Or.
El 1323 es va signar un tractat de pau oficial amb els il-kànides; aquesta nissaga es va enfonsar després del 1335 i Uzbek Khan (Ozbeg) (1313-1341) va portar a l'Horda d'Or altre cop a primer pla. Uzbek era musulmà i el mateix va passar amb els seus successors. Uzbek va donar origen a la tribu dels uzbeks com Nogai ho va fer amb els nogais.
Sota Djanibeg (1342-1357) i Berdibeg (1357-1359), fill i net d'Uzbek, van tractar de conquerir l'Azerbaidjan entre 1356 i 1359, sense èxit. A partir de llavors, tancat el kanat sense sortida (el Bòsfor i els Dardanels havien passat als otomans el 1354) el kanat va entrar en decadència enfront de potències en ascens com Polònia-Lituània i Rússia. Les lluites civils per la successió, amb gran nombre de pretendents (després de 1359) va afavorir les tendències centrífugues; Mamai fou derrotat pels russos per primer cop a Kilokovo Pole, a la vora del riu Don, el 1380; el Gran Ducat de Moscou, al que el kan havia concedit (1328) la recaptació de tributs als principats i el títol de gran duc hereditari, es va erigir en la força aglutinadora dels russos.
Toktamish (1375/1380 a 1395) de la branca de l'Horda Blanca, va intentar unificar el kanat però fou derrotat per Tamerlà el 1391 i 1395, que va destruir Sarai. El general Yedigei (Edigu) va esdevenir el verdader sobirà del kanat. Va aconseguir aturar als lituans als que va derrotar a Vorskla (1399) i va mantenir la independència de l'estat fins a la seva mort el 1419. Després es van formar kanats independents a Kazan, Astracan i el 1438 a Crimea. La resta, anomenada Gran Horda, es va mantenir a l'est de Kíev però va haver de tractar amb Moscou i després del 1466 amb Polònia-Lituània; el 1480 encara va poder amenaçar Moscou però sense aliats (els otomans estaven aliats a Crimea, enemic de la Gran Horda) va ser derrotada definitivament pels crimeans el 1502 i va passar a domini del kan Meñli I Giray de Crimea.

## Llista de kans
Horda Blanca o Horda d'Or (AkUrdu)
- Batu Khan 1227-1256
- Sartak 1256-1257
- Ulagchi el Nen 1257
- Berke 1257-1267
- Monke Timur 1267-1280
- Tode Mongke 1280-1287
- Tole Buka 1287-1290
- Toktagha 1290-1312
- Uzbek Khan 1312-1341
- Tinibeg 1341-1342
- Djanibeg I 1342-1357
- Berdibeg 1357-1359
- Kulpa 1359-1360
- Nawruz Beg 1360

Branca de l'Horda Blanca (Ak Urdu)
- Hizr 1360-1361
- Temur Hoja 1361-1362
- Abdullah 1362 (Kok Urdu)
- Amurat 1362-1367
- Aziz Hoja 1367-1369

Horda Blanca (Ak Urdu)
- Djanibeg II 1369-1370
- Muhammad Buluk Khan 1370
- Tulun Beg Khanum (reina) 1370-1373 (Ak Urdu)
- Ai Beg 1373 (Ak Urdu)
- Arab Shaykh 1373
- Ai Beg (segona vegada, a Sarai) 1373-1376
- Hadjdji Cherkes (a Sarai) 1375-1376 (Ak Urdu)
- Ilbani (a Sarail Djedid) 1373-1376
- Ala-Khan (territoris del Nord) 1373-1376
- Kagan Beg 1375-1376 (Ak Urdu)
- Urus Khan 1376-1378 (Ak Urdu)
- Arab Shaykh (segona vegada, a Sarai) 1378-1379
- Mamai 1379-1380 (Branca de Mamai o Mamai Urdu)

Horda Blava (Kok Urdu)
- Toktamish 1380-1395
- Temur Kutlugh 1395-1401
- Shadi Beg 1401-1407
- Pulad Khan 1407-1410
- Temur Khan 1410-1412
- Djalal al-Din 1412-1413
- Karim Berdi 1413-1414
- Kebek 1414-1417
- Djabar Berdi (Khan de l'Horda Blanca) 1417-1419
- Ulugh Muhammad (Khan de l'Horda Blanca) 1419-1420
- Dewlat Berdi (Khan de l'Horda Blanca) 1420-1421
- Barak (Khan de l'Horda Blanca)1421-1428
- Ulugh Muhammad (segona vegada, Khan de l'Horda Blanca) 1428-1434
- Sayyid Ahmad I (Khan de l'Horda Blanca) 1434-1436
- Kuchuk Muhammad (Khan de l'Horda Blanca) 1436-1466
- Ahmad (Khan de l'Horda Blanca) 1466-1481
- Shaykh Ahmad (Khan de l'Horda Blanca) 1481-1502
- Sayyid Ahmad II (Khan de l'Horda Blanca) 1481-1502 (associat)
- Murtada Khan (Khan de l'Horda Blanca) 1481-1499 (associat)

## Genealogia
Vegeu també: Horda d'Or
- Genguis Kan
  - Jotxi
    - Orda (HB)[nota 1](*) 1227-1280
      - Kochu Khan (HB) 1280-1302
        - Buyan Khan (HB) 1302-1309
          - Sasibuka (HB) 1309-1315
            - Ilbasan (HB) 1315-1320
              - Mubarak Khwadja Khan (HB) 1320-1344
                - Chimtay Khan (HB) 1344-1361
                  - Urus Khan (HB) 1361-1375
                    - Tuktakiya (HB) 1375
                    - Temur Malik (HB) 1375-1376
                      - Temur Kutlugh 1395-1401
                        - Temur Khan 1410-1412
                          - Kuchuk Muhammad (també kan de l'Horda Blanca) 1436-1466
                            - Kasim, kan d'Astracan 1466-1490

                          - Ahmad Khan (també kan de l'Horda Blanca) 1466-1481
                            - Shaykh Ahmad (també Khan de l'Horda Blanca) 1481-1502
                            - Sayyid Ahmad II (també Khan de l'Horda Blanca) 1481-1502
                            - Murtada Khan (també Khan de l'Horda Blanca) 1481-1499

                      - Shadi Beg 1401-1407
                      - Pulad Khan 1407-1410

                  - Tuli Khwadja
                    - Ghiyath al-Din Toktamish 1375/1380-1395 (HB: 1376-1395)
                      - Djalal al-Din 1412-1413
                        - Ulugh Muhammad (també kan de l'Horda Blanca) 1419-1420 i 1428-1434

                      - Karim Berdi 1413-1414
                        - Dewlat Berdi (també kan de l'Horda Blanca) 1420-1421

                      - Kebek 1414-1417
                        - Barak (també kan de l'Horda Blanca)1421-1428
                          - Karai, kan dels kazakhs, 1428-1440
                          - Djanibeg II, kan dels kazakhs 1440-1480

                        - Sayyid Ahmad I (també han de l'Horda Blanca) 1434-1436

                      - Djabar Berdi (també kan de l'Horda Blanca) 1417-1419

    - Batu Khan 1227-1256
      - Sartak 1256-1257
        - Ulagchi 1257

      - Tokukan
        - Mongke Temur 1267-1280
          - Tokhtagha 1290-1312
          - Toghrildja 
            - Uzbek Khan 1312-1341
              - Tinibeg 1341-1342
              - Djanibeg I 1342-1357
                - Berdibeg 1357-1359

        - Tartu
          - Tole Buka 1287-1290

        - Tode Mongke 1280-1287

    - Berke 1257-1267
    - Moghol
      - Teval Khan
        - Nokhai o Nogai Noyan, mort 1299
          - Chaka, tsar de Bulgària

    - Toka Temur
    - Shiban